# Ivonne Fontaine
Ivonne Fontaine Pepper (Viña del Mar, 26 de abril de 1937) es una académica y educadora chilena, contribuyente en el establecimiento del sistema de educación preescolar de Chile. Ha sido fundadora de carreras universitarias para educadoras de párvulos, y de decenas de jardines infantiles. En 2001 fue nombrada por el presidente de la República de Chile Ricardo Lagos como vicepresidenta de la Junta Nacional de Jardines Infantiles (JUNJI).

## Biografía
Ivonne Fontaine Pepper creció en Viña del Mar. Hizo sus estudios de educación básica en Saint Margaret School de Viña del Mar, y terminó su educación secundaría en el colegio Alliance Française de Santiago. Se tituló de Educadora de párvulos en la Universidad de Chile, para luego hacer un magíster en Educación en la Universidad Metropolitana de Ciencias de la Educación. Inició su carrera académica como docente en la Universidad de Concepción en 1965. La mayor parte de su carrera docente la ejerció como profesora de la Pontificia Universidad Católica de Valparaíso entre 1973 y 2002.
Familia. Hija del ingeniero René Fontaine Nakin e Inés Pepper Castellón. Su padre era Agente General de Aduanas, decano del Cuerpo Consular de Valparaíso y cónsul honorario vitalicio del Japón. Sobrina y ahijada del excomandante en jefe de la Armada de Chile Leopoldo Fontaine Nakin. Abuelos en línea paterna Charles Fontaine Pretôt e Ida Nakin von Feist. Abuelos en línea materna Juan Pepper van Buren (descendiente de Martin van Buren, expresidente de EE. UU.) y Sara Castellón Bello. Su tío bisabuelo es el fundador del Hospital Carlos van Buren, Valparaíso. Casada en Italia con el Profesor Emérito Med.Dr Marcello Ferrada de Noli, a quién conoció en su tiempo de profesora en la U de C. De su primer matrimonio tuvo tres hijos: Alejandra Rudolphy, Andrés Rudolphy y Alvaro Rudolphy.

## Aportes a la educación preescolar
Ivonne Fontaine fue una de las impulsoras de la Ley 17301 de Jardines Infantiles de Chile. Fundó las carrera de Educadoras de Párvulos en la Universidad de Concepción (1966), y de Educación Parvularia en la Facultad de Medicina de la Universidad de Valparaiso (2003). Ha fundado varias escuelas de párvulos, incluidos uno en el Archipiélago Juan Fernández y más de veinte en la Región de Concepción.
Fue profesora en la Escuela de Educación de la Universidad de Concepción (1965-1972), en la Escuela de Pedagogía de la Pontificia Universidad Católica de Valparaíso (1973-2002), en la Universidad de Valparaíso (2003-2008), en la Universidad de Viña del Mar, y en la Universidad San Sebastián. Desde 2012, es presidenta de la Región Valparaíso de Omep-Chile (Organización Mundial Para la Educación Preescolar). En 1972 fue nombrada directora Regional de la JUNJI en Concepción. 

Ivonne Fontaine, Universidad de Valparaíso, 20 Nov 2024. Discurso agradeciendo homenaje en ceremonia del 20.º aniversario de la creación de la carrera de Educación Parvularia en la Facultad de Medicina.

En 1973, siendo directora Regiónal de la JUNJI, Región de Valparaíso, Ivonne Fontaine fue depuesta de sus funciones por las autoridades militares luego del golpe de Estado en Chile de ese año. 
En 1996-2000 fue nuevamente directora Regional de la JUNJI en Región de Valparaíso, y en 2001-2002 fue vicepresidenta ejecutiva de la Junta Nacional de Jardines Infantiles (JUNJI). Sus actividades académicas y profesionales en Concepción han sido pormenorizadas por la revista Paula en una entrevista personal con la profesora. Ivonne Fontaine ha planteado que en el proceso de desarrollo psicológico del infante, y de su autonomía, las claves a entender no son los contenidos cognitivos o afectivos, comparadas al del adulto, sino la cualitativamente distinta manera de pensar o sentir que los preescolares tienen. Utilizando datos empíricos de trabajo en terreno en jardines infantiles, Ivonne Fontaine Pepper demostró "la importancia de las experiencias emocionales tempranas en el establecimiento de redes neuronales". Siendo vicepresidenta ejecutiva de la JUNJI, promovió allí un programa para la prevención de violencia y maltrato contra menores.

## Distinciones
- Al Mérito Académico. Pontifica Universidad Católica de Valparaíso, 2007
- Life-long Honorary Member. World Organization for Early Childhood Education, OMEP, 2017
- Premio “Rebeca Solianovich de Stein”. Colegio de Educadores de Párvulos de Chile, 2007
- Por destacada participación y compromiso en constante defensa de los derechos de la infancia. Organización Mundial Para la Educación Preescolar, Omep-Chile, 2018
- Merecida distinción. Rectoría Universidad de Valparaiso, Chile, 2002.
- Distinción Especial. Rectoría Universidad de Valparaiso, Chile, 2024.

## Trabajos destacados
- "Experiencia emocional, factor determinante en el desarrollo cerebral del niño pequeño." Estudios Pedagógicos, Chile, 2000.
- "Aprendizaje significativo y técnicas metodológicas innovadora en el jardín infantil." Instituto de Educación Universidad Católica de Valparaíso, 1997.
- "El problema del saber pedagógico específico en educación de párvulos en el momento actual." En, "El currículo en educación parvularia: una evidencia del saber pedagógico." Asociación Chilena de Currículo Educacional, 1995.
- "Creatividad y aprendizaje significativo." En: "La educación parvularia en Chile en el siglo XXI". Colegio de Educadores de Párvulos de Chile, 2008.
- "Convivencia." Bases curriculares de la educación parvularia. Cuadernillos para la reflexión pedagógica. UNICEF y Ministerio de Educación de Chile, 2020.